# H-I-Gebiet
H-I-Gebiete (gesprochen: ha eins; chemisches Zeichen für Wasserstoff und römische Zahl) sind interstellare Wolken aus atomarem, nicht ionisiertem Wasserstoff und molekularem Wasserstoff (H2). Der neutrale atomare Wasserstoff strahlt mit der charakteristischen 21-cm-Linie. Durch Beobachtung dieser Mikrowellen kann die Radioastronomie die großräumige Struktur der Milchstraße erforschen.
Dagegen bestehen H-II-Gebiete aus ionisiertem Wasserstoff.